# 杨希·盖茨
杨希·格雷森·盖茨（英語：Yancy Grayson Gates，1989年10月15日—）為美國男子籃球運動員，畢業於辛辛纳提大學，2012年投入NBA选秀但落選。
2015年10月13日，中国男子篮球职业联赛山西猛龙宣布簽下盖茨。12月23日，盖茨被贾马尔·富兰克林頂替。

## 外部連結
- 杨希·盖茨在fiba.basketball（英语）
- 杨希·盖茨在法國籃球甲級聯賽官網（法语）
- 杨希·盖茨在德國籃球甲級聯賽官網（德语）
- 杨希·盖茨在Basketball-Reference.com（國際）（英语）
- 杨希·盖茨在Sports-Reference.com（NCAA）（英语）
- 杨希·盖茨在Eurobasket.com（球員）（英语）
- 杨希·盖茨在Proballers（英语）
- 杨希·盖茨在RealGM（英语）
- 杨希·盖茨在中国篮球数据库